# Albert II van Namen
Albert II van Namen (ca. 1000 - tussen juli 1063/1064) was een zoon van Albert I van Namen en van Ermengarde van Lotharingen. 
Albert volgde in 1031 zijn broer Robrecht II als graaf van Namen op. In 1018 wordt hij vermeld in het leger van de hertog van Lotharingen. In 1031 was hij een prominente aanwezige (na de hertog) bij de stichting van Sint-Bartolomeüskerk (Luik). In 1034 was Albert aanwezig bij de wijding van de Sint-Laurentiusabdij in Luik en verkreeg daarbij de voogdij over Wasseiges. 
In 1037 nam hij deel aan de veldslag bij Bar-le-Duc (Meuse) waar Odo II van Blois werd verslagen en gedood. Albert steunde samen met zijn zwager Lambert II Balderik van Leuven, keizer Hendrik III tegen hertog Godfried II van Lotharingen die ook zwager van Albert en Lambert was. Albert werd voogd van Andenne en stichtte de collegiale kerk van Sint-Albanus te Namen in 1047, later vervangen door de Sint-Albanuskathedraal, waaraan hij na het overlijden van zijn moeder zijn domein van Glons-sur-le-Geer schonk. Hij ligt aan de basis van het ontstaan van de nu beschermde kunstschatten van de kathedraal van Namen.
Albert huwde met Regelindis van Lotharingen. Zij bracht het graafschap Durbuy mee als bruidsschat. Hun kinderen waren Albert III van Namen en Hendrik van Durbuy (ovl. na 1088). 